# Ramón Hernández Fuster
Ramón Hernández Fuster (Ibi, 15 de febrero de 1896 - Alicante, 24 de abril de 1988) fue un político español anarquista y alcalde por el Partido Sindicalista en la ciudad de Alicante.

## Biografía
Ramón nació el 15 de febrero de 1896, hijo de Tomás y Josefina; tras morir su madre en las navidades de 1909 se trasladó con su padre y el resto de su familia a Alicante, donde regentaron un bar. En esa ciudad estudió el bachillerato en el 'Instituto de Secundaria? de la calle Ramales (hoy Reyes Católicos), antecesor del Instituto Jorge Juan y, mientras trabajaba en distintas empresas, continuó estudiando francés e inglés. En 1918 encontró trabajo en la recién creada «Sociedad de Riegos de Levante» como administrativo, se afilió a las juventudes socialistas y, poco después, en 1920, se casó con Amparo Garrigós Nadal.
Fue miembro del Sindicato de Electricidad de la Unión General de Trabajadores (UGT) que llegaría a liderar en la provincia tras la fusión con una compañía Eléctrica la «Sociedad de Riegos de Levante». Después de la proclamación de la Segunda República Española cambió al Partido Sindicalista de Ángel Pestaña que creía en un anarquismo de acción moderada.
En pleno Gobierno del Frente Popular (España) se introdujeron cambios en los municipios por motivo de la Guerra civil española pasando a denominarse 'Consejo municipal el Ayuntamiento y Ramón Hernández fue nombrado consejero municipal (concejal) por Rafael Millá Santos de UGT el 27 de abril de 1937, quien un mes después dimitió de su puesto. El 3 de julio se eligió para la presidencia del Consejo municipal de Alicante (Ayuntamiento de Alicante) a Santiago Martí Hernández del PSOE y Ramón Hernández formó parte de la comisión que hizo entrega al ministro Indalecio Prieto de la medalla de la ciudad en octubre de ese año (aunque le había sido concedida en 1936 por Lorenzo Carbonell Santacruz). Asumió competencias de Bomberos y, dentro de Cultura, la Banda de Música. Y en el año 1938, los enfrentamientos entre "republicanos" (Izquierda Republicana) y "federalistas (FAI-CNT y PS) contra los marxistas, junto con la bancarrota de la institución, provocaron que en septiembre de ese año dimitiera parte del Consejo municipal en oposición a Santiago Martí, quien hubo de dejar la Presidencia y fue proclamado en su lugar el anarquista de FAI, Ángel Company Sevila que designó a Hernández consejero de Abastos el 17 de ese mes. El área de Abastecimiento era una de las más complicadas del gobierno municipal pues la línea del frente avanzaba hacia la ciudad y en mayo tuvo lugar el bombardeo del mercado central de Alicante.
Tras el golpe de Estado de Casado a finales del invierno de 1939, y sabiéndose que el "ejército nacional" se aproximaba a la ciudad, que todavía era parte de la retaguardia, Ángel Company presentó su dimisión al todavía gobernador civil Manuel Rodríguez Martínez y convocó sesión extraordinaria para el 21 de marzo con el único punto en el orden del día: elegir un nuevo presidente. La sesión fue presidida con carácter accidental por el consejero Rafael Ibáñez de IR. Se produjo una primera votación con siete papeletas a favor del candidato "sindicalista" Ramón Hernández y cuatro en blanco, lo cual no era suficiente de acuerdo con la legislación vigente. Hubo de repetirse la votación y llegó el consejero Rafael Pagán de IR, y con su voto fue superada la barrera legal. tras el agradecimiento al Consejo por parte Ramón Hernández se levantó la sesión.
El 23 de marzo de 1939 se celebró el único pleno que presidió con soluciones a diversos problemas que se habían planteado. Días después Hernández, haciendo gala de su temple, se reunió con José Mallol Alberola, a quien habían liberado en enero de ese año del Reformatorio de Adultos de Alicante el anterior gobernador Ricardo Mella Serrano, para arreglar el traspaso de poderes con la presencia del presidente de la Audiencia Provincial de Alicante, José Sempere Berenguer, gobernador accidental, para impedir más derramamiento de sangre. Reunió lo que quedaba del Consejo municipal y se constituyó la Gestora Municipal del alcalde Ambrosio Luciáñez Riesco. El 30 de marzo entraba el "ejército nacional" y el 31 de marzo fue nombrado gobernador Fernando de Guezala Igual, hermano de un cuñado de Francisco Franco.
Habiéndose establecido el franquismo en todo el territorio español, Ramón Hernández regresó a su trabajo y poco tiempo después fue detenido y trasladado al Reformatorio de Adultos de Alicante, y sometido a Consejo de Guerra, siendo juzgado por adhesión a la rebelión y pertenencia al Partido Sindicalista, sumarios 554/1939 y 2478/1939. Fue condenado a 31 años de prisión y tras un año fue trasladado por orden de las autoridades penitenciarias al penal de El Dueso en Cantabria, presentó recurso de apelación
y se revisó su sentencia siendo absuelto en 1943 de los delitos más graves pero quedó el destierro, dejando mujer y tres hijos en Alicante. Fue puesto en libertad vigilada y con domicilio en Madrid, y tras seis años pudo reunirse con su familia. En Alicante acabó trabajando en «Pelegrí y López SL», comercio de embutidos donde llegó a jefe de administración.
Con la Transición española llegaron las primeras elecciones municipales en 1979 y el alcalde socialista José Luis Lassaletta, también sindicalista de UGT, lo invitó a su toma de posesión donde recibió un homenaje y tiempo después una calle de la ciudad fue rotulada con su nombre.
Falleció en Alicante el 24 de abril de 1988.